# Zdraví Sport Vzdělání 2012
Zdraví Sport Vzdělání 2012 (zkratka PRO Zdraví) je české politické hnutí se zaměřením na sport, podporu zdraví, zdravý životní styl a ochranu přírody a životního prostředí. Hnutí bylo založeno 21. prosince 2012 v Praze. Hnutí založil bývalý ministr školství Josef Dobeš po svém odchodu ze strany Věci veřejné. Současným předsedou hnutí je ředitel integračního centra Van Sang Tran.
Pozici místopředsedy hnutí zastávali bývalí sportovci gymnastka Věra Černá, krasobruslař René Novotný, nebo hokejista Robert Kysela, a politici, např. bývalý hejtman Libereckého kraje Stanislav Eichler nebo někdejší provozní ředitel České televize Vladimír Karmazín.
V barvách hnutí působili náměstci primátorů statutárních měst, starostové měst a obcí, místostarostové, radní a zastupitelé, například Vladislav Raška (Děčín), Michal Ševcovic (Ústí nad Labem) atd.
V roce 2022 z hnutí odešli někteří členové jeho chomutovské buňky, kteří založili nové hnutí Správná volba PRO Zdraví a Sport.

## Volební výsledky

### Volby do Poslanecké sněmovny Parlamentu České republiky 2013
Ve volbách do Poslanecké sněmovny v roce 2013 členové hnutí kandidovali na kandidátkách strany Hlavu vzhůru – volební blok. Společně obdrželi 21 241 hlasů (0,42 %), a nezískali tak žádný mandát.

### Volby do Poslanecké sněmovny Parlamentu České republiky 2017
Ve volbách do Poslanecké sněmovny v roce 2017 členové hnutí kandidovali na kandidátkách Občanské demokratické aliance. Společně obdrželi 8 030 hlasů (0,15 %), a nezískali tak žádný mandát.

### Volby do Evropského parlamentu v Česku 2019
Hnutí se zúčastnilo voleb do Evropského parlamentu v roce 2019. Lídrem kandidátky byl Václav Kubata. Hnutí obdrželo 7 868 hlasů (0,33%), a nezískalo tak žádný mandát.

### Volby do Poslanecké sněmovny Parlamentu České republiky 2021
Ve volbách do Poslanecké sněmovny v roce 2021 členové hnutí kandidovali na kandidátkách Aliance pro budoucnost. Společně obdrželi 11 531 hlasů (0,21 %), a nezískali tak žádný mandát.

### Volby do Senátu Parlamentu České republiky 2022
Ve volbách do Senátu v roce 2022 za hnutí PRO Zdraví v senátním obvodu č. 70 – Ostrava-město kandidovala bývalá senátorka Liana Janáčková. V prvním kole voleb získala 12,93 % hlasů, skončila na 5. místě, a do druhého kola tak nepostoupila.

### Volby do zastupitelstev obcí v Česku 2022
Ve volbách do zastupitelstev obcí v roce 2022 hnutí získalo 63 obecních zastupitelů a jednoho zastupitele městské části.

### Volby do Evropského parlamentu v Česku 2024
Hnutí se účastnilo voleb do Evropského parlamentu v roce 2024 na kandidátce strany Svobodní.